# シャルラクプラス
株式会社シャルラクプラス（Shall Luck PLUS co.,ltd）は、ゲームの販売やコンテンツ開発などを営む企業である。パソコンアダルトゲームメーカーであるエフアンドシー株式会社（F&C）の関連企業であり、親会社であるF&Cの全額出資で資本金は1000万円である。本店は東京都新宿区高田馬場2-8-3 佐々木ビル本館2階。

## 沿革
2002年1月（登記上の会社成立は2000年5月）、F&C系列のゲーム販売会社シャルラクと、映画製作会社オメガ・プロジェクトの共同出資により設立した。2002年秋にはシャルラクのゲーム販売業務を承継し、シャルラク株式会社の取締役総支配人であった渡辺義一が代表取締役に就任した。
F&Cグループとして同社ゲームタイトルの販売を行いつつ、他社ゲームタイトルの販売や携帯電話向けコンテンツの製作、海外ゲームブランドの取扱い等、事業の拡大を図ったが、2005年8月に渡辺義一が代表取締役を辞任し、F&C企画局長を務めていた金杉肇が代表取締役に就任した。その後、金杉も2008年6月に代表取締役を辞任している。

## 事業内容
ゲームの販売
F&Cの作品ばかりでなく、すたじお実験室やガールズソフトウェアなど他社のアダルトゲームや海外で製作された一般向けPCゲームの販売も行っている。
自社ブランドでのゲーム販売も行っている。2002年に「SOUP」（シーラボのブランドを自社ブランド化）、2003年に「ヒロインメーカー」、2004年に「シャルラクプラス」の各ブランドより作品を販売した。
マーチャンダイジング
F&C作品のキャラクターグッズの製作や、各種イベントでの販売業務を行っている。
その他
国内外で携帯電話向けコンテンツの製作に取り組んでいる。
海外のPCゲームブランドの日本総発売元として約2年間務めていたが、現在は撤退している。
電磁波から人体を守る、米国製NEW BIOPROチップの販売。

## 作品一覧
自社ブランドのみを扱う。
SOUP
- 2002年5月24日 - ヴァージン・トリガー

ヒロインメーカー
- 2003年9月26日 - ハートフル・デイズ 〜陽のあたる場所へ〜

シャルラクプラス
- 2004年5月28日 - インタールード（PlayStation 2の同名ゲームをPCに移植）